# Михайло-Кароль Радзивілл
Михайло-Кароль Радзивілл (бл. 1614 — 1656) — державний і військовий діяч Великого князівства Литовського в Речі Посполитій. Представник княжого роду Радзивіллів гербу Труби. Третій ординат на Клецьку. Відомий також як Михайло II Кароль Радзивілл.

## Життєпис
Походив з литовського магнатського роду Радзивіллів, гілки Клецької. Другий син Ян-Ольбрахта Радзивілла, старости упитаського, і Лавінії Корецької. Народився близько 1614 року. У 1626 році помирає батько. Ще до того помер старший брат Ян-Владислав. Тому Миколай-Кароль успадкував Клецьку ординацію.
1644 року стає хорунжим великим литовським. 1645 році одружився з Ізабеллою Катаржиною з литовсько-білоруського магнатського роду Сапіг. Того ж року призначено крайчим великим литовським. 1646 року, після смерті тестя, отримує староство вовковиське, а потім староство чарнецьке. 1652 році видав привілей костелу Святої Трійці в Клецьку та подарував тому фольварок Яновичі. 1653 року стає підчашиєм великим литовським. 
У 1655 році відмовився підкорятися шведському королю Карлу Х Густаву, очоливши партизанський загін, що діяв у західній частині великого князівства Литовського. Після захоплення та руйнування Клецька відступив на з'єднання з основним силами Речі Посполитої. Брав участь у військовій кампанії 1656 року проти шведів. Помер того ж року.

## Родина
Дружина — Ізабелла Катаржина, донька Андрія-Станислава Сапіги, каштеляна віленського
Діти:
- Станислав-Казимир (1648—1690), маршалок великий литовський
- Михайло (1656-1672)